# Nationale Sluitingsprijs 2015
Il Nationale Sluitingsprijs 2015, ottantaduesima edizione della corsa, valido come evento dell'UCI Europe Tour 2015 categoria 1.1, si svolse il 13 ottobre 2015 per un percorso di 195,8 km, con partenza ed arrivo a Putte, in Belgio. Fu vinto dal francese Nacer Bouhanni, al traguardo in 4h29'30" alla media di 43,59 km/h, precedendo i belgi Tom Van Asbroeck e Jens Debusschere terzo.
Dei 152 ciclisti iscritti furono in 150 a partire e in 132 a completare la gara.

## Squadre partecipanti
| N.      | Cod. | Squadra                     |
| ------- | ---- | --------------------------- |
| 1-8     | LTS  | Lotto-Soudal                |
| 11-18   | TLJ  | Team Lotto NL-Jumbo         |
| 21-26   | COF  | Cofidis                     |
| 31-38   | ROP  | Roompot-Oranje Peloton      |
| 41-48   | TSV  | Topsport Vlaanderen-Baloise |
| 51-58   | WGG  | Wanty-Groupe Gobert         |
| 61-66   | CCT  | CCT-Champion System         |
| 71-78   | CIB  | Cibel                       |
| 81-88   | CSH  | Colba-Superano Ham          |
| 91-98   | CCB  | Color Code-Aquality Protect |
| 101-108 | CJP  | Cyclingteam Jo Piels        |

| N.      | Cod. | Squadra                           |
| ------- | ---- | --------------------------------- |
| 111-118 | MET  | Metec-TKH-Mantel                  |
| 121-127 | PVC  | Parkhotel Valkenburg Cycling Team |
| 131-138 | RDT  | Rabobank Development Team         |
| 141-147 | SEG  | SEG Racing                        |
| 151-158 | PCW  | T.Palm-Pôle Continental Wallon    |
| 161-168 | PVC  | Parkhotel Valkenburg Cycling Team |
| 171-178 | VER  | Veranclassic-Ekoi                 |
| 181-188 | WIL  | Veranda's Willems Cycling Team    |
| 191-198 | WBC  | Wallonie-Bruxelles                |
| 202-208 | MMM  | Team 3M                           |

## Ordine d'arrivo (Top 10)
| Pos. | Corridore        | Squadra         | Tempo    |
| ---- | ---------------- | --------------- | -------- |
| 1    | Nacer Bouhanni   | Cofidis         | 4h29'30" |
| 2    | Tom Van Asbroeck | Lotto-Jumbo     | s.t.     |
| 3    | Jens Debusschere | Lotto-Soudal    | s.t.     |
| 4    | Edward Theuns    | Topsport Vl.    | s.t.     |
| 5    | Remco te Brake   | Metec-TKH       | s.t.     |
| 6    | Jelle Mannaerts  | Colba           | s.t.     |
| 7    | Twan Brusselman  | Jo Piels        | s.t.     |
| 8    | Dennis Coenen    | Vastgoedservice | s.t.     |
| 9    | Emiel Vermeulen  | Team 3M         | s.t.     |
| 10   | Kevin Suarez     | Colba           | s.t.     |